# Веселин Стоев
Веселин Стоянов Стоев е български прокурор, бригаден генерал.

## Биография
Роден е на 21 февруари 1968 г. в Крумовград. През 1993 г. завършва право в Софийския университет. От 1 декември 1993 г. е военен следовател. През 1998 г. става прокурор в Софийската военноокръжна прокуратура. Между 2002 и 2004 г. е заместник-военноокръжен прокурор. От 2004 до 2005 г. е административен ръководител на Софийската военноокръжна прокуратура. В периода 2005 – 2010 г. е последователно прокурор и заместник-военноапелативен прокурор. От 19 март 2015 г. е административен ръководител на военноапелативна прокуратура. От 4 май 2018 г. е бригаден генерал. На 28 февруари 2020 г. е освободен от военна служба, считано от 2 март 2020 г.